# The brilliant green
the brilliant green은 1995년에 결성된 일본의 록 밴드이다. 줄여서 '브리그리'라고도 불린다. 카와세 토모코와 오쿠다 슌사쿠, 마쓰이 료로 구성돼 있었으나, 마츠이 료는 2010년에 탈퇴했다.
1997년 싱글 〈Bye Bye Mr．Mug〉로 데뷔했으며, 1998년에 발매한 싱글 〈There will be love there -아이가 아루 바쇼-〉가 드라마 《러브 어게인》의 주제가로 사용되며 이름을 알렸다.

## 구성원
- 카와세 토모코(川瀬 智子, 1975년 2월 6일 - )
노래와 작사를 담당하고 있으며, 토미 페브러리6(Tommy february6), 토미 헤븐리6(Tommy heavenly6)라는 이름으로 솔로 활동을 하기도 한다.
- 오쿠다 슌사쿠 (奥田 俊作, 1971년 7월 11일 - )
일렉트릭 베이스와 작곡을 맡고 있다. 카와세 토모코와 오쿠다 슌사쿠는 2003년 11월 22일에 결혼했다.

### 이전 구성원
- 마츠이 료 (松井 亮, 1972년 2월 11일 -)
기타와 작곡을 맡고 있었으나, 2010년 5월 10일 개인적인 사정으로 탈퇴했다. 'meister'라는 이름으로 솔로 활동 중이다.

## 내력
고등학교 동창이었던 마츠이 료와 오쿠다 슌사쿠가 공연장에서 노래하고 있던 카와세 토모코를 스카우트하여 1995년 1월 교토에서 그룹을 결성했다.

## 음반 목록

### 싱글
- 1997년 〈Bye Bye Mr. Mug〉
- 1997년 〈goodbye and good luck〉
- 1998년 〈There will be love there-愛のある場所-〉
- 1998년 〈冷たい花〉
- 1999년 〈소노 스피드데〉
- 1999년 〈나가이 다메이키노 요니〉
- 1999년 〈아이노 아이노 호시〉
- 1999년 〈CALL MY NAME (JAPANESE VERSION)〉
- 1999년 〈BYE! MY BOY!〉
- 2000년 〈Hello Another Way -소레조레노 바쇼-〉
- 2000년 〈angel song -이브노카네-〉
데이라이트가 〈Angel Song〉이란 제목으로 리메이크하기도 했다.
- 2002년 〈Forever to me ~오와리나키카나시미~〉
- 2002년 〈Rainy days never stays〉
- 2002년 〈I'M SO SORRY BABY〉
- 2007년 〈Stand by me〉
- 2007년 〈Enemy〉
- 2008년 〈Ash Like Snow〉
- 2010년 〈Like Yesterday〉
- 2010년 〈Blue Daisy〉
- 2010년 〈I Just Can't Breathe...〉

### 정규 음반
- 1998년 《The Brilliant Green》
- 1999년 《Terra 2001》
- 2001년 《Los Angeles》
- 2002년 《The Winter Album》
- 2010년 《Blackout》

### 베스트 음반
- 2008년 《Complete Single Collection '97-'08》

## 같이 보기
- 카와세 토모코